# 純德女子中學

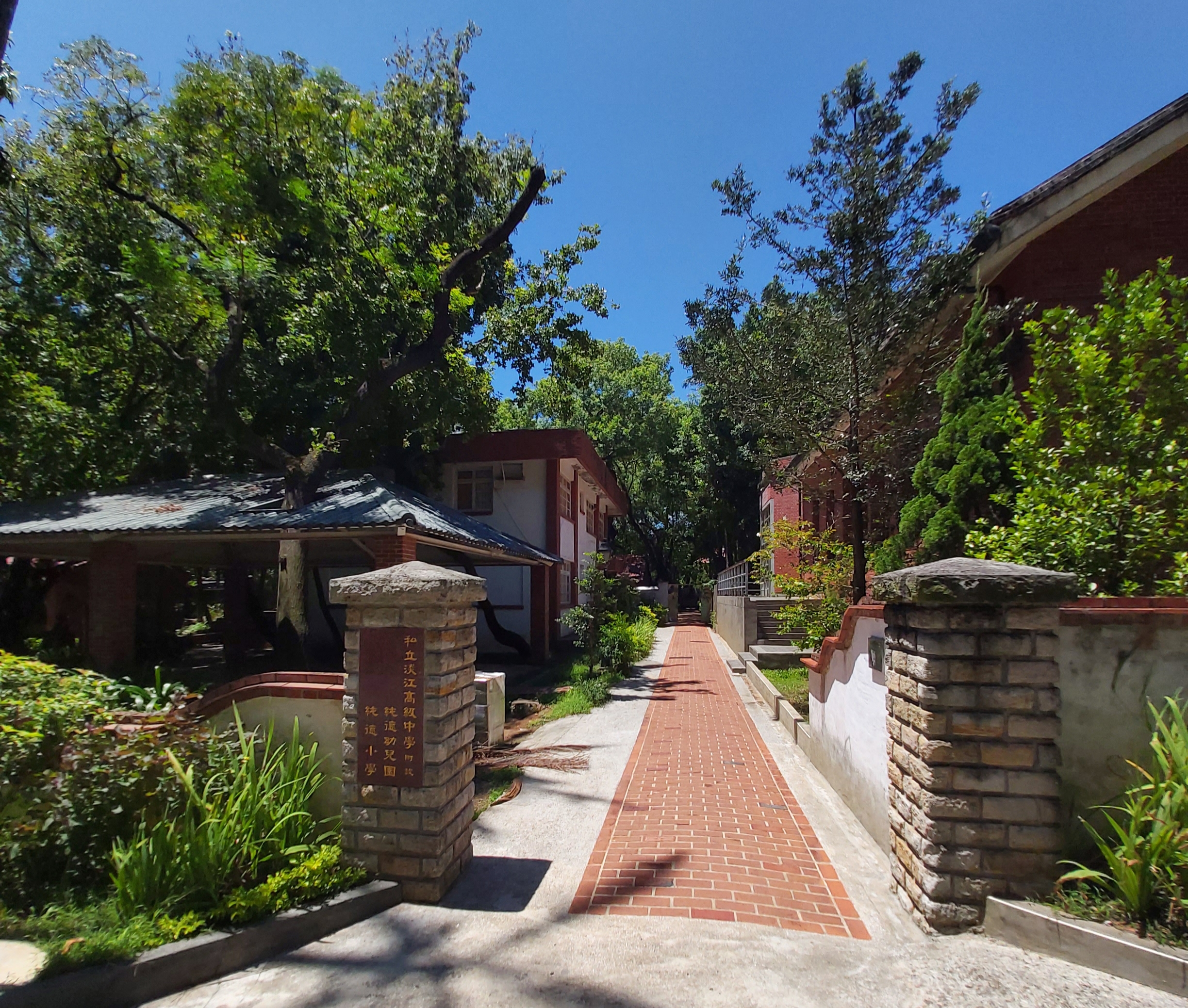
私立淡江高級中學附設純德幼兒園、純德小學門牌

純德女子中學，簡稱純德女中，部分人士喜歡直稱其現址為淡水女學堂。是1949年至1956年存在於台灣台北縣淡水鎮（今新北市淡水區）的一所女子中學。已經停止營運。目前尚未指定為古蹟。

## 創校理念
馬偕來到淡水，見其女子受陋習、性別刻板等嚴重影響，知識低落，希望藉由宗教，讓這些女性也成為傳道人員。
1884年（清光緒10年）1月「淡水女學堂」（Tamsui Girls' SchooI）正式開學，一共有45名婦女入學，大半是來自宜蘭的噶瑪蘭平埔族人。為鼓勵婦女入學，女學堂不僅免學費，並補助旅費、膳宿、服裝等。但臺灣民眾依循禮教，不願女子拋頭露面、「女子無才便是德」的觀念根深柢固，在經傳道士大力宣導後，女學堂學生最多時也曾達八十人之眾。此時的女學堂是一所以基督教為中心，結合老少婦女的學校。

## 校史

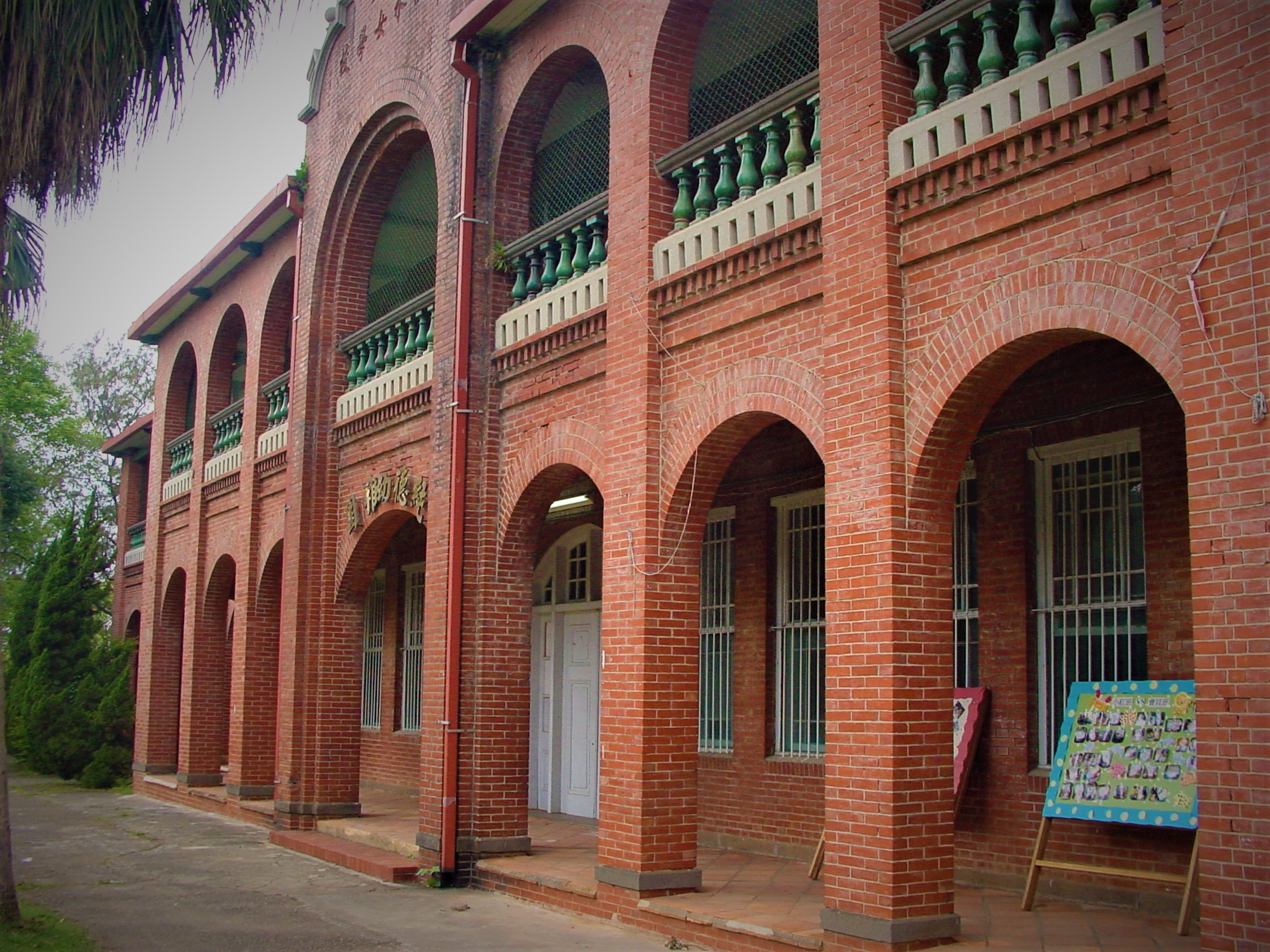
淡水女學校大樓

純德女子中學前身為淡水女學堂，創立於1883年，新北市 淡水區，隔年1月正式開學，為台灣史上第一座女子學校，校址最初用作為傳教，後由馬偕牧師創辦學校，原因是因為他為了傳教和設立學校，所以建設了淡水女學堂，馬偕逝世後，由其妻張聰明掌管。
1907年，改組為淡水女學校，在女學堂址繼續辦學。1922年10月，因應《台灣教育令》的頒布，私立教育機構禁止使用「學校」名稱，遂改名為私立淡水女學院。1937年，台灣總督府修改教育法令而承認私立中學，因而立案改名為私立淡水高等女學校。
二戰後，台灣長老教會於1945年11月接收學校，改名為淡水女子中學。1947年7月，淡水女子中學與淡水中學校合併，分別改稱淡江中學男子部與淡江中學女子部。1948年，男子部與女子部分開經營。1949年兩校各聘校長，同年7月女子部正式改名為純德女子中學。
1956年，男、女兩校再度合併，即為今日之私立淡江高級中學。